# 1917年6月19日日食
1917年6月19日日食是一次日偏食，發生於1917年6月19日（俄國東北部為6月20日）。新月當天（即朔日），地球上觀測到月球和太阳的角距離極小，此時月球如果恰好在月球交點附近，穿過太阳和地球之間，與地球、太阳接近一直線，則會出現日食。由於月球偏北或偏南，本影及偽本影從地球以北或以南經過而未接觸地表，只有半影覆蓋了地球北端或南端部分區域，形成日偏食。此次日偏食月球偏北，出現在北美洲北部和歐亞大陸北部。
通常每年有2次日食，而1917年共有4次。其中包括3次日偏食和1次日環食。本次日食是其中第二次，距下一次日食，1917年7月19日僅1個月。

## 日食概況

### 出現區域
本次日偏食可在美国西北角、加拿大中西部、阿拉斯加領地（今美国阿拉斯加州）除西南部外的大部、格陵兰中北部、北歐東北部、俄國欧洲部分東北半部和亚洲部分西北半部、中國西北部邊境看到。其中大多數地區在6月19日看到日食，而俄國東北部在6月20日看到日食，其中部分處於極晝的區域日食從6月19日子夜前不久開始，在6月20日凌晨結束。

### 基本參數
- 類型：日偏食
- 食分最大處（位於俄國今萨哈共和国東部）資料：
  - 日期：1917年6月19日13:16:01
  - 地點：66°12′N 150°06′E / 66.2°N 150.1°E
  - 食分：0.4729（日食帶內最大）[3]

## 相關的日食

### 1916-1920年的日食
月球交替位於相對的月球交點時，以半個交點年（食年），即約177天又4小時間隔出現下列日食。
註：1916年2月3日的日全食、1916年7月30日的日環食、1917年1月23日和1917年7月19日的日偏食屬於上一組交點年系列。
| 升交點   | 升交點                    |          | 降交點                   | 降交點 |
| 沙羅周期 | 地圖                      | 沙羅周期 | 地圖                     |        |
| 111      | 1916年12月24日 偏食（南） | 116      | 1917年6月19日 偏食（北） |        |
| 121      | 1917年12月14日 環食       | 126      | 1918年6月8日 全食        |        |
| 131      | 1918年12月3日 環食        | 136      | 1919年5月29日 全食       |        |
| 141      | 1919年11月22日 環食       | 146      | 1920年5月18日 偏食（南） |        |
| 151      | 1920年11月10日 偏食（北） |          |                          |        |

### 沙羅周期
沙羅周期長度為18年11天。本次日食屬於沙羅周期116，共包含72次日食，依次為727年6月23日至889年9月28日的10次日偏食、907年10月10日至1845年5月6日的53次日環食、1863年5月17日至1971年7月22日的7次日偏食，總共歷時1244.08年。本周期並無日全食。
下表列舉了20世紀屬於該周期的日食，是第67至70次：
| 67            | 68            | 69            |
| ------------- | ------------- | ------------- |
| 1917年6月19日 | 1935年6月30日 | 1953年7月11日 |
| 70            |               |               |
| 1971年7月22日 |               |               |

## 資料來源
1. ↑  樊忠玉. . 中国天文科普网.   [2016-04-01]. （原始内容存档于2014-09-17）.
2. ↑  Fred Espenak. . NASA Eclipse Web Site.   [2016-04-01]. （原始内容存档于2020-10-24）.（英文）
3. ↑  Fred Espenak. . NASA Eclipse Web Site.   [2016-04-01]. （原始内容存档于2020-10-28）.（英文）
4. ↑  Fred Espenak. . NASA Eclipse Web Site.（英文）

## 外部連結
- NASA日食專頁（页面存档备份，存于）（英文）
- 可見區域圖和時間統計：由弗雷德·埃斯佩納克做出的日食預報，NASA/GSFC
  - 貝塞爾元素

| \| \| 日食 \|                             |                              |                                           |
| 上一次日食： 1917年1月23日日食 （日偏食） | 1917年6月19日日食 （日偏食） | 下一次日食： 1917年7月19日日食 （日偏食） |
| 上一次日偏食： 1917年1月23日日食          | 1917年6月19日日食 （日偏食） | 下一次日偏食： 1917年7月19日日食          |
|                                           | 日食                         |                                           |